# Storia dell'omosessualità in Spagna
L'omosessualità in Spagna non ha subito un trattamento uniforme nel corso della storia ma si è adattata di volta in volta alle idee e alle convinzioni prevalenti. A partire dalla sessualità nell'antica Roma, che comprendeva l'avere più relazioni sessuali e che manteneva della massima importanza la relazione di potere nell'atto sessuale, fino alla consapevolezza moderna dell'omosessualità come una forma naturale di sessualità ci sono stati molti cambiamenti e sviluppi.
Il principale è stato dato dall'influenza preponderante dell'ideologia del cristianesimo, che ha caratterizzato la sessualità come un atto destinato esclusivamente ai fini della procreazione, di modo che qualsiasi altro tipo di attività sessuale che non era destinata a facilitare la nascita veniva giudicata come peccaminosa e contraria alla legge divina. Questo sviluppo è giunto fino al punto che la cosiddetta "sodomia di tradimento" contro lo Stato venisse identificata e punita con la morte sul rogo.
Il punto di svolta di questa tendenza è rappresentato dall'Illuminismo, in cui le libertà individuali iniziano ad acquisire la dovuta importanza, giungendo all'eliminazione del reato di sodomia nel 1822 dal codice penale spagnolo. L'evoluzione verso l'accettazione dell'omosessualità, lento e difficile, è stata bruscamente interrotta dalla guerra civile spagnola e dalla successiva dittatura militare portata in essere da Francisco Franco; questa ha introdotto una feroce repressione denominata violetas.
A partire dal periodo di transizione spagnola l'evoluzione verso l'accettazione è continuata, anche se l'omofobia rimane una forza potente all'interno della società spagnola. Secondo un sondaggio del 2013 la Spagna sarebbe la nazione più gay-friendly nel mondo: oltre l'88% della popolazione ritiene infatti che l'omosessualità debba essere accettata dalla società.

## I Romani
Gli antichi Romani portarono, insieme con gli altri elementi della loro cultura, anche la loro specifica moralità sessuale. Nella sessualità romana lo status era più importante del sesso della persona amata; così gli uomini potevano indifferentemente penetrare schiavi, eunuchi e prostituti allo stesso identico modo delle schiave, concubine e prostitute. Tuttavia nessun cittadino, a costo della perdita della reputazione, si sarebbe mai lasciato penetrare da un altro uomo, senza alcuna distinzione di età o status.
La distinzione era rafforzata tra le attività omosessuali attive (in cui si poteva liberamente dormire a volte con le donne e a volte con gli uomini) e la condizione di passività, che veniva vista come servile e indice di effeminatezza. Questa particolare morale è stata utilizzata per esempio contro Giulio Cesare, la cui presunta relazione con il sovrano del regno di Bitinia Nicomede IV era sulla bocca di tutti a Roma. Generalmente nell'antica Roma ha governato una forma di omosessualità molto simile a quella della pederastia greca.
Anche il lesbismo era conosciuto, sia tra le donne femminili che condividevano il sesso con altre donne sia come tribadismo, in cui le donne assumevano ruoli ed attività più prettamente maschili e virili, tra cui la lotta, la caccia e le relazioni con le donne.
Marco Valerio Marziale, grande poeta e avvocato hispano-romano cresciuto ed educato a Bílbilis (nei pressi dell'odierna Calatayud), ma che trascorse gran parte della propria vita a Roma, ci ha caratterizzato la vita sociale romana in tutta una serie di poemi ed Epigrammi; in prima persona parla circa i costumi sessuali dell'epoca raccontando tra l'altro che tanto gli uomini quanto le donne ricevevano volentieri la fellatio.
Un altro esempio è dato dall'imperatore romano Adriano, uno degli 11 imperatori nati in terra d'Hispania (vedi Spagna romana); egli regnò dal 117 al 138 ed è famosa la sua relazione col giovinetto Antinoo, deificato dopo la morte avvenuta sul Nilo e in onore del quale fece costruire la città di Antinopoli in terra egizia.

## L'arrivo del cristianesimo
La morale romana aveva cominciato a cambiare a partire dal IV secolo, con lo studioso di storiografia romana Ammiano Marcellino che critica aspramente i costumi barbari dei Taifali, una tribù situata tra i monti Carpazi e il Mar Nero, che praticava l'omosessualità come i Greci. Nel 342 gli imperatori Costantino II e Costante II fecero introdurre una legge che puniva gli atti omosessuali passivi, possibilmente con la pena della castrazione.
La legislazione è stata poi ampliata nel 390 da Teodosio I facendo mandare al rogo tutti gli omosessuali passivi che lavoravano nei bordelli. Nel 438 la legge è stata estesa a tutti gli omosessuali passivi e nel 533 Giustiniano punì qualsiasi atto omosessuale con la castrazione mentre il diritto sulla pena di morte è stato esteso nel 559.
Vi sono state principalmente tre ragioni che hanno provocato questo cambiamento di atteggiamento. Procopio di Cesarea, storico presso la corte giustinianea, fu incline a considerare queste leggi come motivate da intenti politici, in quanto permisero al sovrano di eliminare tutti i propri nemici politici ed acquisire le loro proprietà, mentre non hanno avuto molta efficacia nell'eliminazione dell'omosessualità tra le persone del popolo.
La seconda ragione è forse quella di maggior peso, sarebbe stata cioè la diffusione capillare del cristianesimo all'interno della società romana, per cui si stava per assumere il paradigma cristiano che voleva il sesso dover servire esclusivamente per la riproduzione. Colin Spencer, nel suo libro Homosexuality. A history dice un altro possibile motivo sia stato il tentativo di aumentare la pressione riproduttiva sugli individui. Questo fenomeno potrebbe essere combinato con l'estensione dello stoicismo nei territori dell'impero romano.

Fino al 313 vi fu una dottrina cristiana comune nei confronti dell'omosessualità, ma già in precedenza Paolo di Tarso aveva criticato l'omosessualità come innaturale:
A poco a poco i chierici si misero a creare tutta una serie di testi sull'omosessualità e la sessualità in generale i quali, in termini molto energici, condannavano nella maniera più assoluta il sesso, cominciando a combattere quello che fino ad allora non era mai stato considerato come un problema. In alcune occasioni vi sono state pratiche omosessuali anche all'interno della Chiesa, anche se la dottrina cristiana era esplicitamente contraria a questa forma di sessualità. Queste relazioni coinvolsero anche esponenti di spicco della chiesa primitiva.
Inoltre l'omosessualità è stata identificata molto presto con l'eresia, non solo per ragioni eminentemente politiche, ma anche perché alcuni specifici rituali delle sette rifacentesi allo gnosticismo e al manicheismo praticavano - secondo Agostino d'Ippona - forme ritualistiche omosessuali.

## I Visigoti
Le popolazioni dei Germani denigravano l'omosessualità passiva e le donne, che erano messe allo stesso livello della condizione di schiavitù, mentre glorificavano il cameratismo guerriero fra gli uomini. Tuttavia nei paesi scandinavi vi sono notizie riguardanti sacerdoti effeminati che praticavano il travestitismo e le stesse divinità della mitologia norrena (gli Asi), tra cui Thor e Odino, riuscivano a conseguire la conoscenza arcana bevendo dello sperma.
Durante l'Alto Medioevo gli atteggiamenti verso l'omosessualità che esistevano nel tardo impero romano furono sostanzialmente mantenuti. Chiari casi di omosessualità sono noti che, anche se non era accettata, non ne soffriva alcuna conseguenza. Questo è il caso del re dei Franchi Sali Clodoveo I (VI secolo) il quale, nel giorno del suo battesimo, confessò di aver avuto rapporti con uomini o Alcuino di York, poeta anglosassone del IX secolo i cui versi e lettere stillano di omoerotismo. Ma la morale cristiana a poco a poco, strettamente correlata alla sessualità e basata sull'idea ebraica che il sesso fosse esclusivamente un atto per la riproduzione, si convertì in disposizioni canoniche le quali influenzarono fortemente la legalità vigente.
I visigoti, dopo aver invaso l'Hispania nel 416 e aver sottomesso le popolazioni locali (ad esempio i Celti) e convertitisi alla fede cristiana nel 587, imposero una legge, che probabilmente risale al 650, che definiva il comportamento omosessuale come un crimine civile: "L'omosessualità è quel crimine che dovrebbe essere sempre detestato".
Uno dei primi corpus legali che consideravano un crimine l'omosessualità maschile in Europa è stato il Liber Iudiciorum o codice visigoto, promulgato nel VII secolo. La legge visigota contenuta in tale codice (L. 3,5,6) puniva la conclamata sodomia con la pena dell'esilio e della castrazione. All'interno del termine "sodomia" venivano inclusi tutti i crimini sessuali considerati innaturali, tra cui si contava l'omosessualità maschile, il sesso anale (eterosessuale o omosessuale) e la zoofilia. Il lesbismo veniva preso in considerazione soltanto se s'includeva in esso la sodomia attuata con strumenti fallici.
Fu il re Chindasvindo (642-53) che impose nei confronti dell'omosessualità la pena della castrazione. Questa sanzione era precedentemente sconosciuta all'interno delle leggi visigote, fatta eccezione per gli ebrei che praticavano la circoncisione. Oltre alla sofferenza dovuta alla castrazione, il prigioniero ritenuto colpevole veniva consegnato al vescovo locale per essere bandito. Se era sposato il matrimonio veniva annullato, la dote restituita alla donna e i beni ripartiti tra gli eredi.
Nel 693 il re visigoto Egica (687-702) ordinò i vescovi di riconsiderare la questione dell'omosessualità: le condizioni degli omosessuali si complicano. Il re dei visigoti infatti, preoccupato del dilagare di tali rapporti, decide di rafforzare la pena prevista dalla legge e nel 693 chiese a un concilio della Chiesa di esprimersi sull'argomento. Queste le sue parole:
Riuniti nel XVI Concilio di Toledo quello stesso anno i prelati, che bruciavano di zelo per il Signore, affermarono che era un fatto molto ben noto che molti uomini si trovavano ad essere infettati dal peccato di Sodoma:
L'insistenza della chiesa visigota nell'affrontare il problema con pene severe, nei maggiori concili legislativi dell'epoca, mostrano che la pratica carnale tra individui dello stesso sesso era molto comune, In considerazione elle portata delle pratiche omoerotiche i vescovi decisero di confermare il severo castigo precedentemente ordinato da Chindasvinto, aggiungendovi cento frustate e la decavalcazione; inoltre l'esilio avrebbe dovuto durare in perpetuo. Il concilio riconobbe che l'omosessualità era presente anche tra i vescovi, i sacerdoti e i diaconi, ma per questi casi decretò sanzioni molto più lievi; i colpevoli dovevano essere semplicemente secolarizzati e mandati in esilio.
Successivamente Egica estese anche al clero la pena della castrazione e le altre punizioni imposte dal concilio solo per i laici; senza dubbio in un periodo già di per sé decadente e debole di autorità, la legge consentì di essere soddisfatta.

## Il dominio musulmano
La civiltà di al-Andalus era molto tollerante nei confronti della sessualità, con l'eccezione dell'intervallo rappresentato dalla dinastia degli Almoravidi e soprattutto tra gli Almohadi. Paradossalmente il Corano vieta l'omosessualità, anche con la pena di morte.
Nel Risala fi-l-Fiqh, un compendio di diritto islamico (Fiqh) elaborato da Ibn Abi Zayd (un Faqih della scuola dei Malikiti), si precisa che l'uomo che giace con un ragazzo di età maggiore a quella consentita, il quale consente all'atto, dovrebbe causare la lapidazione di entrambi.
Grandi governanti come Abd al-Rahman III, al-Hakam II ibn Abd al-Rahman, Hisham II ibn al-Hakam e Muhammad al-Muʿtamid avrebbero avuto dei ragazzi come amanti. Si arrivò al punto estremo che, per garantirne la prole, vi fosse una ragazza camuffata da maschio con l'intento di sedurre al-Hakam II. Queste usanze furono estese anche alla nobiltà e alle classi più alte.
Per avere un'idea dell'atmosfera lo storico tunisino Abdelwahab Bouhdiba descrive la seguente situazione nel suo libro La sessualità nell'Islam, riferendosi in particolare al califfato di Cordova: Esistevano nelle periferie delle città o nelle campagne vicine luoghi molto frequentati per passeggiate all'aperto, con taverne e fattorie dipendenti di castelli bizantini, romani o persiani, o anche di monasteri cristiani. Seguendo la migliore tradizione del vino, i monaci non si fermavano con la generosa offerta di buone bottiglie in qualità di 'allegri compagni di sincerità, la sidqin fityāna di cui parla Abu Nuwas. Queste taverne erano luoghi in cui il piacere multiforme veniva servito senza vergogna e senza alcuna esclusività. Cantanti, ballerini, giocatori, ma anche giovani datesi al piacere, gay e lesbiche e pedofili, ci hanno insegnato l'arte di godere di una gioventù per cui l'Islam aveva deciso di eliminare ogni senso di vergogna o colpa.
È noto difatti che la prostituzione maschile fosse meglio pagata rispetto a quella femminile in quei tempi.
Ci sono anche testi che condannano l'omosessualità e Ahmad al-Tifashi nel suo Nuzhat-al-Albab (La gioia dei cuori) afferma che gli uomini che cercano altri uomini della propria stessa età avranno una vita breve in quanto rischiano di venir derubati o uccisi; le storie incluse nel libro possono servire a dimostrare che l'atteggiamento della società islamica verso l'omosessualità fosse positivo, negativo o indifferente. L'autore Colin Spencer commenta che è possibile che i tre atteggiamenti fossero presenti in una persona nello stesso tempo.
Anche il lesbismo è stato una pratica comune, soprattutto all'interno degli harem anche se, naturalmente, i rapporti tenuti con la discrezione dovuta a quel tipo di rapporto avrebbero potuto essere utilizzati anche negli intrighi politici, Alcune donne andaluse del tempo ebbero un accesso privilegiato all'istruzione ed esistono almeno due antologie moderne di poesia scritta da donne dell'epoca (di Teresa Garulo e Mahmud Subh) in cui l'amore tra donne appare trattato con normalità.

### Poesia omoerotica hispano-araba
Nonostante tutto le notizie che si sono conservate sull'omosessualità sono poche; la maggior parte delle informazioni ci proviene dalla poesia omoerotica hispano-araba, che era tant popolare come la sua equivalente in Medio Oriente. Questa forma di poesia è stata riscoperta in Occidente nel corso degli anni venti del XX secolo con la pubblicazione dello studio Poemas arabigoandaluces dell'arabista spagnolo Emilio García Gómez.
Abitualmente è dedicata a giovani imberbi delle classi inferiori, schiavi o cristiani, la cui bellezza e grazia è stata largamente elogiata nei versi a loro dedicati, anche se vi sono molti casi di poemi dedicati a uomini adulti. I giovani vengono nominati come "gazzelle" e viene nominata spesso la prima lanugine della barba, con la quale gli efebi raggiungono il culmine della loro bellezza.
Tra i poeti vanno nominati Ibn Hazm e il suo libro Il collare della colomba, in cui vengono narrati una serie di poesie e storie d'amore sia etero che omosessuali del suo autore e dei suoi contemporanei; il libro ci permette di vedere i costumi amorosi vigenti sia nelle corti sia all'interno dell'aristocrazia andalusa. Altri poeti importanti furono il re di Siviglia Muhammad al-Muʿtamid, Ibn Quzmān, Ibn Sara As-Santarini, Ibn Sahl di Siviglia e Marŷ al-Kuḥl.
A titolo di esempio ecco una poesia di Muhammad ibn Hani al Andalusi al Azdi, tradotta e pubblicata in La poesía árabe clásica:
(Ibn Hāni' Al-Andalusī)

### Poesia omoerotica hispano-ebraica
All'interno dello splendore della cultura ebraica medioevale è stato scoperto, grazie agli studi di Hayyim Schirmann e Norman Roth, che l'omoerotismo e l'omosessualità hanno avuto una grande importanza all'interno della società ebraica del tempo. La cultura ebraica iberica ha avuto il suo culmine nel corso dell'XI secolo nel sultanato di Granada, momento in cui l'omosessualità si è estesa in maniera capillare tra l'aristocrazia e si può dire che fosse abituale. Infatti nella cultura cristiana e nel corso dei secoli XIII-XV fino al XVII secolo, l'ebraismo è stato associato con la perversione sessuale e l'omosessualità, come testimonia la poesia satirica dell'epoca.
La poesia omoerotica hispano-giudaica no trovò un'alta propagazione e rimase poco conosciuta, in quanto era scritta per lo più in ebraico e nella maggioranza dei casi non veniva tradotta. Gli autori che dichiarano il proprio amore sia nei confronti dei ragazzi sia degli uomini adulti sono stati anche importanti leader della comunità o rabbini come è il caso di Avicebron, Samuel ibn Naghrillah, Moses ibn Ezra e Yehuda Ha-Levi.

## Medioevo cristiano
La reconquista reintrodusse la morale cristiana nella società spagnola; tuttavia, fino all'arrivo dei re cattolici vigeva una relativa tolleranza, in particolare tra le classi più potenti. Paradossalmente, mentre i musulmani del secolo XII hanno criticato la empatia del clero cristiano nei confronti della sodomia, la cultura cristiana considerava quella musulmana del sud come morbida, debole e degenerata, esemplificata dal fatto dell'utilizzo di prigionieri cristiani in qualità di schiavi sessuali. L'esempio più noto è stato quello del giovane martire Pelagio di Cordova, che venne fatto giustiziare per aver resistito alle avances di Abd al-Rahman III.
La situazione, che era stata relativamente liberale fino all'XI secolo, cominciò a cambiare nel corso del XII secolo. Raimondo di Peñafort definisce il termine "contro natura" e dice che tutta la pratica sessuale che non viene eseguita da un uomo e una donna utilizzando gli organi appropriati "deve essere respinta e, se non punita, dev'essere severamente condannata come un peccato". Si cominciò a confondere l'usura, l'eresia, l'ebraismo e la sodomia apparentemente tra il 1250 e il 1300. Le prime leggi sulla sodomia che condannano i colpevoli alla pena di morte nella maggior parte dell'Europa non sono suffragate da prove evidenti sul fatto che tali leggi fossero ampiamente utilizzate, si usarono però certamente come arma politica.
L'unica prova conosciuta proviene dal regno di Navarra. Nel 1290 un moro di Arguedas fu condannato per aver "giaciuto con altri uomini". Nel 1345 si condannò alla morte sul rogo Juce Abolfaça e Simuel Nahamán, due ebrei di Olite, per aver commesso il peccato di sodomia. I prigionieri furono torturati per ottenerne le confessioni e vennero poi accompagnati al luogo dell'esecuzione da un corteo composto da 20 persone che suonavano l'Añafil, Nel 1346 venne bruciato un certo Pascoal de Rojas a Tudela per il reato di "eresia con il suo corpo", Infine è noto il caso di un servo che nel 1373 è stato scoperto a compiere sodomia con un altro servitore.
Nel XIII secolo i Siete Partidas di Alfonso X di Castiglia fecero applicare la pena di morte per i peccati contro natura; i Partidas incorporano elementi del codice giustinianeo che, come visto sopra, già avevano condannato l'omosessualità.
Un esempio di utilizzo dell'omosessualità come arma politica è rappresentato dal processo svoltosi contro Ponce V di Empúries il quale fu oggetto dell'ira del re Giacomo II di Aragona quando si rifiutò di procedere contro i Templari, che a loro volta erano stati distrutti dal re Filippo IV di Francia, con l'approvazione pontificia, sotto l'accusa di eresia e sodomia. Il processo contro i cavalieri templari è il primo esempio del suo genere avvenuto nell'Europa cristiana.
Uno dei primi omosessuali conosciuti nei regni cristiani fu quello dell'infante Giacomo d'Aragona, primogenito di Giacomo II. Fin da quando era bambino era stato programmato il suo matrimonio con Eleonora di Castiglia, sorella del re Alfonso XI di Castiglia. Tuttavia, nel 1319, Giacomo disse al padre che rinunciava alla corona e quindi anche a sposarsi, il tutto per potersi dedicare alla vita religiosa. Dopo molte discussioni riuscirono a convincerlo a sposarsi nel Gandesa il 18 ottobre 1319 con Leonor. Tuttavia, non appena la cerimonia fu terminata, Giacomo rinunciò alla corona davanti alla Corte generale d'Aragona convocata a Tarragona in favore del fratello Alfonso IV di Aragona e il 23 dicembre dello stesso anno entrò nel monastero dei Frati Minori. La storia non gli perdona la sua decisione e lo ha raffigurato come libertino irresponsabile, disonesto e con pensieri spregevoli e abietti:
( Annals of Corona de Aragón  di Jerónimo Zurita y Castro)
Un altro omosessuale di stirpe reale fu Giovanni II di Castiglia; sembra che il rapporto col suo protettore Álvaro de Luna possa essere stato anche di tipo carnale, come sospettato dall'intellettuale Gregorio Marañón. Don Alvaro, che era noto per la sua corpulenza, divenne così influente sul re da venire nominato Connestabile di Castiglia nel 1422, nonostante l'opposizione della nobiltà. Il rapporto del re con Don Alvaro andò via via raffreddandosi a causa delle pressioni esercitate dalla famiglia e dalla casta nobiliare, fino a quando nel 1453 non firmò la sua condanna a morte. L'omosessualità del re sembra che sia stata conosciuta, tanto che i nobili ribelli lo chiamavano "puto", sinonimo di sodomita.
Il figlio di Giovanni II, Enrico IV di Castiglia, fu anch'egli un omosessuale. Nella sua epoca circolavano numerose voci e critiche al riguardo delle sue relazioni intercorse con uomini, come quelle con Juan Pacheco e Gómez de Cáceres; vi sono anche stati alcuni che si trovarono costretti a fuggire dalla corte per evitare le avances del re, come Miguel Lucas de Iranzo e Francisco Valdés. Poiché non era in grado di consumare il matrimonio con la moglie Bianca di Trastámara, si diffuse la voce ch'egli fosse in realtà impotente attraverso le audaci canzoni dei menestrelli. Il fatto ebbe anche importanti conseguenze storiche, da quando la seconda moglie Giovanna d'Aviz rimase incinta, per cui le fazioni dei nobili in opposizione al re si rifiutarono di credere che la bambina nata fosse veramente la figlia di Enrico e soprannominarono la ragazza con l'epiteto di «la Beltraneja», da Beltrán de la Cueva che facilitò notevolmente la salita al trono di Isabella di Castiglia. In seguito Enrico fu detronizzato "in effigie" per la sua qualità di "puto".
Gli esempi di Giacomo d'Aragona, Giovanni II ed Enrico IV mostrano che durante questo periodo in Europa occidentale l'omosessualità veniva vissuta in un modo relativamente liberale. Proprio in questo momento i cosiddetti "riti di gemellaggio" (adelphopoiesis o ordo ad fratres faciendum) o contratti tra uomini che lo storico John Boswell identifica come veri e propri rituali matrimoniali sembra si svolgessero, anche se non vi sono prove che essi includessero anche rapporti sessuali tra i contraenti.

## Età moderna
A partire dal XIV secolo iniziarono le prime persecuzioni ed esecuzioni di massa degli omosessuali europei, in città come Venezia, Firenze, Ratisbona, Augusta e Basilea, con incriminazioni e procedimenti giudiziari che includevano le denunce anonime ed orali, con la tortura utilizzata come mezzo per ottenere un maggior numero di nomi da sottoporre a giudizio e con la punizione morale e fisica, fino alla pena di morte.
In terra di Castiglia, tuttavia, le prime esecuzioni per sodomia non si sarebbero verificate se non a partire dal 1495. Il medico e geografo Hieronymus Münzer, il quale visitò ampiamente tutta la penisola iberica tra il 1494 e il 1495, lasciò la testimonianza che coloro che erano accusati di sodomia venivano appesi per i piedi, poi castrati e i loro testicoli legati al collo.
I re cattolici cambiarono la punizione comminata a causa dei prigionieri che venivano considerati portatori del peggiore dei crimini contro la morale (era difatti conosciuto come il peccato "abominevole" o "nefasto", il "peccato che non può essere chiamato" per nome) e che fino ad allora era stata la sterilizzazione e la lapidazione. Un'ordinanza del 22 agosto 1497 ordinò che si applicasse la punizione che era più comune negli altri stati europei - essere bruciati vivi - insieme alla confisca di tutti i beni.
Così i re cattolici, con la promulgazione della Pragmática de conversión forzosa del 1497, modificarono e indurirono le leggi sulla sodomia sollevando la gravità del reato a livello di eresia e tradimento, permettendo i "requisiti probatori evidenti" ed istituendo torture sistematiche anche per il clero e la nobiltà.
Perché tra gli altri peccati e crimini che offendono Dio nostro Signore, e vilipendono la terra, di particolare gravità è il crimine contro l'ordine naturale; contro il quale le leggi e i diritti devono essere messi insieme per la punizione di questo crimine atroce; non vale la pena di nominarlo, esso ha distrutto l'ordine naturale e va punito con il giudizio divino; per il quale la nobiltà si perde e il cuore cede [...] e produce la peste e altri tormenti dell'uomo sulla terra [...] e perché prima d'ora non sono stati sufficienti i mezzi per estirparlo, va punito come tutti i crimini più abominevoli [...] e in quanto sapremo frenare questi errori che conducono alla dannazione [...] 

Comandiamo che chiunque, di qualsiasi stato, condizione, preminenza sociale o di dignità, che ha commesso il crimine scellerato contro natura seguendo nella convinzione di quella via errata che mette alla prova, che secondo la legge è sufficiente a provare il reato di eresia o di criminalità di lesa Maestà; deve venire bruciato in fiamme nel luogo, per la giustizia che permette la conoscenza e la punizione di tale reato [...] senza alcuna altra dichiarazione, tutti i loro beni vengano confiscati [...]»
(Prammatica dei re cattolici sopra il peccato nefando)
Il sovrano Filippo II di Spagna aggravò ulteriormente la situazione con la sua "Prammatica" del 1592 la quale, pur non aggravando le pene, facilita il riconoscimento dei requisiti e delle prove necessarie per l'istituzione di un procedimento a carico,
Tali sentenze erano realizzate sia dalla corte madrilena sia dai tribunali comunali come è avvenuto a Malaga e a Siviglia. Per esempio tra il 1567 e il 1616 sono stati pubblicamente bruciati sotto l'accusa di sodomia 71 persone nella sola città di Siviglia. In generale nel regno d'Aragona e in Andalusia erano meno severi, rispetto al regno di Castiglia, nella persecuzione dell'omosessualità. Vi sono anche segni di un ghetto omosessuale a Valencia.
Durante il XVI secolo va notato che nel caso di donne lesbiche alcuni moralisti (per esempio Antonio Gómez) indicarono che la sodomia tra donne avvenisse utilizzando un oggetto le colpevoli erano meritevoli del fuoco, mentre se non vi fosse stato alcun oggetto durante l'atto ciò poteva essere considerato una circostanza attenuante che rendeva inutile la morte. Vi sono stati purtuttavia ben pochi casi noti di sodomia tra donne senza l'uso di oggetti. Un caso famoso fu quello di Caterina di Belunza e di Mariche, accusate dal Procuratore Generale di San Sebastian del reato di sodomia, ma poi assolte dalla Corte suprema dell'Inquisizione dopo l'appello:
(Atto d'accusa il procuratore generale di San Sebastian, nel caso di Caterina d'Belunza e Mariche)

### Società
A partire dal rinascimento europeo gli uomini e le donne trascorsero gran parte della loro vita separati dall'altro sesso, il che bastò a facilitare le relazioni affettive tra persone dello stesso sesso. Anche se è possibile trovare tutti i tipi di storie e relazioni, nella maggior parte dei casi i rapporti paiono essere stati costituiti da uomini e giovani. I processi relativi alle leggi sulla sodomia mostravano alla gente il clima di paura e facevano sì ch'essi non s'identificassero col peccato sodomitico ed in effetti molti con veemenza difesero le proprie azioni affermando che erano molto comuni. Gli incontri avevano spesso luogo nei servizi igienici, trattorie e durante le posadas. A Madrid il 70% di coloro che venivano accusati di sodomia erano stati sorpresi nei parchi o nei bagni pubblici, essendo alcune aree del Paseo del Prado tra le più trafficate; del resto, la maggior parte erano uomini che condividevano lo stile di vita.
In tutta Europa molte relazioni omosessuali vennero nascoste sotto il manto dell'amicizia idealizzata, descritta anche da maestri come Montaigne in uno dei suoi saggi, il che è molto differente dall'immagine moderna che si dà alla stessa parola. Quest'amicizia, che era prevalentemente operante tra gli strati superiori della società e nelle corti reali e papali, è stata spesso descritta con le stesse caratteristiche dell'amore e s'intreccia ben all'interno degli intrighi politici e di potere dell'epoca. In Spagna il conte Gaspar de Guzmán y Pimentel ordinò di rimuovere le serrature nelle camere da letto del palazzo reale di Madrid di modo che ci si potesse assicurare che nessuno stesse commettendo atti omosessuali tra le centinaia di servitori e funzionari.
Anche il lesbismo era noto almeno in parte in Europa, in particolare tra le donne degli strati sociali più istruiti, basato u modelli di amicizia riferentesi all'omosessualità maschile. Tra gli strati sociali più bassi era comune che le donne avrebbero dovuto vivere da sole o in gruppo con altre donne - in special modo tra i più poveri - o nelle case nobili ove le cameriere dormivano spesso in vari gruppi, compresa la padrona di casa e le accompagnatrici (dame di compagnia). Questotipo di situazione pertmise una grande intimità tra le donne. Vi sono anche indicazioni di rapporti tra donne avvenuti tra le prostitute e le carcerate.

### L'Inquisizione
L'inquisizione spagnola, seguendo le orme dell'inquisizione medievale pontificia, affrontò fin dall'inizio i reati di sodomia, ma nel 1509 il Consejo de la Suprema Inquisición ordinò ai tribunali di non agire contro gli omosessuali a meno che non fossero stati coinvolti in casi di eresia, la quale era di competenza esclusiva del Sant'Uffizio.
In precedenza si erano verificate proteste da parte di alcune istituzioni, come quella che presentò la città di Cartagena nel 1504 o la Murcia l'anno seguente, poiché credevano che la sodomia non dovesse esser giudicata dalla Santa Inquisizione bensì dai tribunali ordinari. Secondo lo storico Joseph Pérez è stata la pressione esercitata dalle potenze civili - inclusa la corte castigliana - che obbligarono il Consejo de la Suprema ad escludere la sodomia dalla competenza della giurisdizione inquisitoriale.
Tuttavia l'inquisizione della corona d'Aragona ottenne che il papa Clemente VII nel 1524 autorizzasse di perseguire i sodomiti indipendentemente dal fatto che fossero eretici o meno; così la giurisdizione su questo crimine differiva tra il Regno di Castiglia e León, dove i tribunali inquisitoriali rispettarono l'ordine della Suprema e non si presero cura del "peccato indicibile" la cui giurisdizione era di pertinenza dei tribunali secolari ed ecclesiastici ordinari, ed il regno d'Aragona ove l'inquisizione era anche un tribunale apposito per perseguire gli omosessuali, competenza a cui "giammai rinunciarono nonostante le ripetute lamentele dei tribunali della corte di Monzón nel 1533". Esso era anche l'unico tribunale inquisitoriale in tutta Europa che avesse piena giurisdizione sulla sodomia, perché né l'inquisizione romana né l'inquisizione portoghese agirono su di ella.
Vi sono state tuttavia alcune eccezioni nella corona castigliana; la bolla pontificia che concedeva la giurisdizione sulla sodomia all'inquisizione della corona aragonese, ad eccezione di Maiorca e della Sicilia, venne firmata il 24 febbraio 1524 dal papa Clemente VII.
L'inquisizione aragonese applicò la pena della morte sul rogo per gli omosessuali maschi e femmine, anche se ai minori di venticinque anni "che erano inevitabilmente una gran parte di questi imputati" vennero generalmente condannati alla galera dopo essere stati frustati. Inoltre il Supremo Consiglio commutò molte delle condanne capitali, soprattutto se si trattava di membri del clero che, secondo lo storico britannico Henry Kamen "è sempre stata una percentuale molto alta degli imputati". L'inquisizione ebbe poi a mostrar benevolenza verso quegli omosessuali che erano nobili, come dimostra il caso occorso a Pedro Luis Garcerán Borgia.
Nei casi più lievi al posto della pena di morte le condanne furono costituite dalla fustigazione, dalla pena della galera, l'esilio, la reclusione, multe e il lavoro forzato. La tortura poteva venire utilizzata durante gli interrogatori, anche se era esclusa per quelli sotto i 20 anni; tra il 1566 e il 1620 subirono la tortura un minimo di 851 accusati, su un totale di 3661. Nel caso di persone sottoposte a schiavitù la tortura era applicata in caso di ostracismo, anche se gli accusati fossero già stati dichiarati in precedenza innocenti.
Dei tre tribunali dalla corte aragonese il più severo fu senza dubbio quello di Saragozza. Tra il 1570 e il 1630 i casi giudicati (compresi quelli riguardanti la zoofilia che l'inquisizione contava nella stessa categoria dell'omosessualità) con la pena di morte furono 102.
Nei tribunali di Barcellona, Valencia e Saragozza il 12% di coloro che vennero giudicati dall'inquisizione furono condannati alla morte sul rogo; tra il 1570 e il 1630 i giudicati furono circa mille. A Valencia tra il 1566 e il 1775 furono giudicate un totale di 359 persone, di cui 37 furono rilasciate, 50 condannati alle galere, 60 alla fustigazione, 67 al bando perpetuo, 17 al confinamento, 17 ad una multa, 10 ai lavori forzati e in 62 casi il procedimento venne fatto sospendere o l'accusato fu assolto.
I tribunali aragonesi erano molto severi nei confronti dei sodomiti, tra cui uomini e donne sono stati inclusi. Il reato di sodomia comprendeva il sesso anale, tanto omosessuale come eterosessuale, la bestialità e la penetrazione di donne con oggetti. Molti dei crimini erano realizzati contro adolescenti e la maggior parte degli accusati erano stranieri, francesi o italiani, oppure sacerdoti provenienti da altre zone del paese. Nella corona d'Aragona i giudizi avrebbero dovuto incorporare anche la legge locale, di modo che i nomi delle persone coinvolte divenivano pubblici e con frequenza dichiarati innocenti.
Il caso più noto fu quello che coinvolse Pedro Luis Garcerán di Borja marchese di Navarra, figlio del duca di Gandia nonché fratello di Francesco Borgia e gran maestro dell'ordine di Montesa: egli venne fatto arrestare, processato e condannato nel 1572 dalla corte tribunalizia di Valencia, Sembra che Pedro Luis fosse stato innamorato tempo prima di un tal Martin de Castro, un ruffiano dedicato allo sfruttamento delle prostituzione, sia maschile sia femminile, che era stato catturato a letto con Juan de Aragón conte di Ribagorza.
Martin, prima di essere giustiziato nel 1574, in tribunale tradì Pedro Luis fornendo dettagli scabrosi. Borija, che era stato viceré e capitano generale dei regni di Tlemcen, Tunisia, Orano e Mers-el-Kébir, era stato compromesso dalla crisi interna subita dall'ordine a cui apparteneva, diviso in fazioni e inimicizie create per promuovere i preferiti. Filippo II, che venne consultato dall'Inquisizione, decise di utilizzare il processo per dare una lezione alla nobiltà ribelle, neutralizzando allo stesso tempo l'alleanza dei Borgia con la famiglia reale portoghese.
Pedro Luis fu condannato a 10 anni di reclusione da scontare nelò convento di Montesa e ad una multa di 6.000 ducati, mille all'anno. Tuttavia già nel 1583 dopo un po' di lotte interne per la successione al titolo di gran maestro dell'ordine di Montesa, Pedro Luis seppe ingraziarsi il re e negoziò con Filippo l'incorporazione alla corona dell'ultimo ordine che era rimasto indipendente. Come premio ottenne l'"Encomienda Mayor" di Calatrava e nel 1591 il titolo di Viceré di Catalogna, prima di morire l'anno seguente. Secondo lo storico Henry Kamen dopo un processo durato tre anni la corte di Valencia lo condannò solo a pagare una pesante multa e poté quindi tornare ad occuparsi dei suoi affari.
Un altro caso importante, che assunse anche un significato storico, fu quello riguardante Antonio Pérez, segretario reale di Filippo II. Pérez, che divenne noto come "l'alberello" a Madrid, aumento nell'apprezzamento del re grazie all'influenza del principe di Eboli Ruy Gómez de Silva, suo amante. Dopo la caduta in disgrazia presso il re Pérez si rifugiò in Aragona dove l'Inquisizione lo perseguitò, tra le altre cose, anche per sodomia. L'accusa fu confermata nel 1591 dall'inquisizione madrilena che aveva interrogato e torturato il paggio di Pérez Antón Añón fino alla morte.
Altri casi famosi del tempo furono quelli concernenti don Antonio Manrique e Antonio de Leyva principe di Ascoli e di don Fernando de Vera y Vargas corregitore della Murcia, di don Luis de Roda, Vicente de Miranda e Diego López de Zúñiga, rettore dell'università di Salamanca (questi ultimi tre si salvarono).

### L'omosessualità nell'arte e nella letteratura
È stata d'altronde proprio durante l'epoca rinascimentale che venne riscoperta l'eredità greco-romana. L'omoerotismo e le storie mitologiche di contenuto omosessuale come quelle riguardanti Ganimede e Zeus o Apollo e Giacinto giunsero dell'Italia attraverso artisti sia eterosessuali che omosessuali tra cui Leonardo da Vinci, Michelangelo Buonarroti, Benvenuto Cellini, Caravaggio e Giovanni Antonio Bazzi detto "il Sodoma".
L'associazione tra italiani e sodomiti fu una costante del Siglo de Oro e si estese fino a tutto il XX secolo, in cui Marañón attribuisce l'omosessualità di Antonio Pérez al suo passaggio in Italia. Nella letteratura dell'età d'oro abbondano anche prese in giro, scherzi e attacchi sui sodomiti. come viene espresso da Gongora:
(Luis de Góngora y Argote)
Il mondo del teatro era particolarmente sospettoso. Le opere in cartellone avevano speso argomenti trasgressivi nei riguardi delle buone maniere, ove uomini e donne si vestivano e si comportavano come membri del sesso opposto, come nell'opera El vergonzoso en palacio di Tirso de Molina in cui il personaggio di Serafina sollecita l'amore sia di uomini che di donne. Erano soprattutto frequenti quelle opere in cui le donne si travestivano da uomini per poter cedere ai loro privilegi
Nel corso dei secoli XVI e XVII vi furono diverse leggi che cercarono di arginare tali abusi con l'introduzione di varie esigenze, per esempio che i datori di lavoro s'informassero pienamente sullo stato civile degli attori, che le mogli degli attori sposati fossero sempre presenti alle rappresentazioni, che i ruoli delle donne venissero generalmente rappresentate da ragazzi o che, al contrario, gli uomini non si vestissero mai da donna.
La pressione sociale e le conseguenze legali che comportava la sodomia portarono molti a nascondere il proprio orientamento e al momento non vi sono indicazioni di quello che avrebbero in realtà potuto essere. Ad esempio la sessualità di Cervantes è stata discussa da Daniel Eisenberg utilizzando i pochi dati che si ritrovano nella sua opera, giungendo alla conclusione che Cervantes non era omosessuale, ma "neanche eterosessuale nel senso in cui noi oggi utilizziamo questi termini, Se si desidera etichettarlo di bisessualità... non potrei oppormi. Ma questo comporta incasellare Cervantes in un'etichetta anacronistica che non gli si addice o che sarebbe troppo comoda... Non mi sembra entusiasta di alcuna sessualità".
Su Gongora circolarono numerose voci a Madrid, pettegolezzi che lo descrivevano come "bujarro" (sodomita). Nella sua poesia vi sono molte descrizioni di bellezza maschile adolescente e ne parla anche Francisco de Quevedo.
Sull'amico di Gongora, Juan de Tassis y Peralta conte di Villamediana gli storici Narciso Alonso Cortés e Marañón affermano che si trovò sotto giudizio per sodomia post mortem, la cui documentazione poteva essere consultata nell'archivio generale di Simancas ma che è successivamente scomparsa. Fernando Bruquetas de Castro nel suo libro Reyes que amaron como reinas arriva al punto di suggerire che l'omicidio di Villamediana avrebbe potuto esser commesso perché sapeva troppo sulla presunta incostanza nei confronti delle donne da parte del re Filippo IV di Spagna.
Il destino del conte di Villamediana è anche oggetto di un libro del poeta e saggista Luis Rosales. Il misterioso assassinio di Villamediana destò un persecuzione per sodomia nei circoli a lui più vicini; inizialmente il caso si destò a causa dell'uccisione del figlio del conte di Benavente e del quale fu accusato Diego Enríquez, un parente che confessò di averlo fatto per gelosia nei confronti di un altro uomo che entrambi frequentavano assiduamente. Un altro caso riguardò Luis de Córdoba, figlio primogenito del conte di Cabra che venne ucciso alla garrota e quello di Diego Gaytán de Vargas, procuratore presso la corte di Salamanca.
Di suor Juana Inés de la Cruz è stato anche detto che fosse lesbica, sulla base delle intense amicizie che portava avanti con varie donne e della loro bellezza che loda nella sua poesia.
Tanto si è speculato anche della relazione tra la romanziera María de Zayas con la drammaturga e saggista Ana Caro de Mallén; entrambe vissero insieme a Madrid usando la scrittura come mezzo di sostentamento e rimanendo indipendenti da ogni uomo. Diari, lettere e commenti dei contemporanei come Alonso de Castillo Solórzano, oltre che di studiosi moderni, come Maroto Camino, hanno portato a pensare che le due fossero una coppia che esprimeva il proprio amore reciproco sia spiritualmente sia fisicamente.
Tra gli attori possiamo citare Cosme Pérez, meglio conosciuto come Juan Rana. È noto da un commento contemporaneo che fu detenuto per "peccato nefando", anche se poi fu rilasciato. Come conseguenza dall'aver avuto una tal fama ispirati a lui sono stati scritti El doctor Juan Rana di Luis Quiñones de Benavente, Juan Rana poeta di Antonio de Solís, Juan Rana mujer di Jerónimo de Cáncer, El triunfo de Juan Rana di Pedro Calderón de la Barca e altri, complessivamente per 44 opere. Da queste si può dedurre che l'attore dovesse essere educato a giocare con l'ambiguità, ciò che precisamente gli dette tanto successo.

## Gli inizi dell'età contemporanea
L'usanza di giudicare e condannare gli omosessuali è rimasta fino alla seconda metà del XVII secolo, momento a partire dal quale non si effettuarono più esecuzioni pubbliche. Il fatto viene spiegato da un cambiamento nella sensibilità della società spagnola ed europea e il desiderio di evitare di pubblicizzare l'atto sessuale; si preferì così invia re gli imputati a remate sulle galee o in esilio, evitando una condanna pubblica con l'Autodafé. Dal XVIII secolo in poi saranno giudicati solo pochi casi di una qualche importanza.
A partire dagli anni '30 del XVII secolo la politica delle pene comminate dall'Inquisizione variò i numeto calando notevolmente, preferendo la condanna alle galere, la tortura e la fustigazione diminuirono e aumentò l'esilio, le multe, il lavoro forzato e le sospensioni al palo: si passò dalla politica di riduzione al terrore all'esclusone pura e semmplice a titolo definitivo. L'esilio, che costituì il 28,8% del totale delle condanne note, poteva essere temporaneo o permanente e soleva riferirsi al territorio sotto la giurisdizione della corte, anche se nel caso concernente gli stranieri i furono espulsioni anche dalla Spagna.
Lo storico Fernando Bruquetas de Castro spiega parte della storia spagnola, in concreto l'ascesa di Manuel Godoy e l'invasione francese con l'omosessualità di Carlo IV di Spagna. A quel temp era di pubblico dominio il fatto che Godoy fosse l'amante della regina Maria Luisa di Borbone-Parma, però Bruquetas va al di là considerando anche che avesse anche una relazione col re; sarebbe questo 'unica meniera per spiegare le azioni e le reazioni di Carlos IV: "[...] era gay o stupido, si potrebbe anche essere entrambi allo stesso tempo [...]" Tuttavia, molti altri storici come Juan Balansó o Emilio Calderón ha ridotto l'importanza del rapporto sentimentale tra Godoy e María Luisa nella corsa per la salita al potere.
Nel 2004 è stata fatta propagare dai giornali la possibilità che il pittore Francisco de Goya avesse avuto un rapporto omosessuale o omoerotico. Nelle sue lettere all'amico Martín Zapater studiate dalla storica dell'arte Natacha Seseña si è voluto intravedere un rapporto di omoerotico. La dimostrazione sarebbe in alcune lettere che sono rimaste inedite fino al 2004.

## XIX secolo e inizio del XX

### Legislazione
Al principio del XIX secolo si diffusero le prime idee liberali provenienti dalla Francia e più tardi si ampliò il krausismo originatosi in Germania. Anche a seguito di ciò nel 1822 il primo codice penale spagnolo non fece più menzione della sodomia come un crimine, durante il triennio liberale spagnolo; ma il codice venne abrogato poco dopo.
Fino a quel momento con la parola sodomia ci si era sempre riferiti al vecchio concetto che comprendeva tutti gli atti sessuali non diretti ad un rigoroso fine riproduttivo. Questo stato di cose proseguì fino al 1848 con il nuovo codice in cui la sodomia scomparve definitivamente, un fatto che si mantenne nelle versioni rinnovate del 1850, 1860 e 1870. Tuttavia si potevano ancora utilizzare altre leggi come quela sul "pubblico scandalo" o quella inerente ai "reati contro la moralità, la decenza e i buoni costumi".
L'omosessualità è stata reintrodotta come reato nel codice penale del 1928, durante il regno di Alfonso XIII di Spagna, con l'articolo 616 comma X: "Chi solitamente dà scandalo, compiendo atti contrari al pudore con persone dello stesso sesso è punito con la multa da 1.000 a 10.000 pesetas e l'inibizione speciale a tutte le cariche pubbliche da sei a dodici anni" Da 1000 a 10000 pesetas erano una somma molto alta che solamente i ricchi potevano permettersi; i più poveri avrebbero dovuto invece subire una pena detentiva. Anche le donne sono state esplicitamente menzionate nell'articolo 613: "Nei casi di crimini di indecenza senza pubblicità o scandalo tra le femmine sarebbe bastata la denuncia di una di esse, ma se realizzata con pubblicità o producendo scandalo, da qualunque persona. Per i casi commessi da uomini si procederà d'ufficio".
Questo codice fu abrogato il 13 aprile 1931 dalla seconda Repubblica spagnola che reintrodusse quello precedente del 1870. Nel 1932 si pubblicò un nuovo codice che non menzionava l'omosessualità, legalizzando di fatto il sesso tra uomini ad eccezione che nell'esercito.
Nel 1901 il primo tentativo di matrimonio tra persone dello stesso sesso ha avuto luogo; Marcela Ibeas Grazia e Elisa Sanchez Loriga, due donne l'8 giugno contrassero matrimonio a La Coruña con una di esse che si fece passare per uomo. Alla fine però furono scoperte e dovettero fuggire dalla Spagna a causa dell'impossibilità di trovare un'occupazione, per colpa di un sistema giudiziario che ha cercato di ridicolizzare le colpevoli e dell'omofobia dei suoi contemporanei. Tuttavia quel matrimonio non venne mai annullato, ciò può essere dovuto al fatto che i giudici non lo considerarono valido.
In Spagna, a differenza della Germania, non vi fu mai un primo movimento omosessuale agli inizi del XX secolo, che cercasse di opporsi alle persecuzioni per ottenere una vita dignitosa. La "Liga española por la reforma sexual" fu creata tardivamente alla fine del 1932 ed è stata tra i gruppi europei più socialmente conservatori e di poca importanza non includendo l'omosessualità nel suo programma. Questa è rimasta un tabù fino alla guerra civile spagnola; vi sono state però alcune voci isolate, come quella di José María Llanas Aguilaniedo (farmacista militare e giornalista), che nel 1904 si è anche dichiarato a favore del matrimonio per gli omosessuali:
(José María Llanas Aguilaniedo: «Matrimonios entre mujeres», en Nuestro Tiempo. Madrid (1904).)

### Società
Tra i politici e i governanti del XIX secolo si deve parlare principalmente di Don Francesco d'Assisi di Borbone-Spagna, re consorte di Isabella II di Spagna e di Emilio Castelar. Il primo era noto e famigerato per la sua omosessualità, ci sono molti aneddoti ul tema e a Madrid si diffusero divers canzoni: "Paquito che è di pastafrolla, urina accucciato come una signora". Figura al riguardo nell'album pornografico "Los Borbones en pelota". L'omosessualità di Castelar non è così ben nota, anche se i giornali del tempo lo chiamavano "doña Inés del Tenorio" Bruchetas de Castro racconta una tenera storia d'amore di Castelar con José Lázaro Galdiano, interrotta alla fine dalla differenza di età e di interessi.
Entro la fine del XIX secolo si svolsero "danze degli invertiti" relativamente pubbliche; esse venivano tenute a Madrid e a Barcellona fin dal 1879 l'ultimo giorno di carnevale e vi partecipavano "oltee un centinaio di sodomiti riccamente vestiti e con bei gioielli". Tutto questo era già scomparso agli inizi del XX secolo; forse per via delle leggi sulle cause di scandalo pubblico gli omosessuali preferirono raccogliersi in club e abitazioni private. Notizie di questa sottocultura si incontrano grazie alle testimonianze i criminologi e medici, impregnati con il pensiero degli intellettuali del tempo ostili agli omosessuali.
Si celebravano "battesimi" di omosessuali e lo studioso Teodoro Yáñez ne ha descritto uno svoltosi nel 1884: "In certi giorni nuovi membri venivano ammessi nel club [...] e poi per dimostrare che non avevano conosciuto l'uomo con l'assistenza di due testimoni erano abbigliati in una veste bianca e con una corona di fiori d'arancio e fatti passeggiare per i giardini, poi facendo la propria prima introduzione". Altre cerimonie simili erano i "matrimoni" e le "sale parto":
(Constancio Bernaldo de Quirós e José María Llanas Aguilaniedo, La mala vida en Madrid (1901), p. 273)
Anche i cabaret e le sedi delle riviste erano importanti centri d'incontro, in particolar modo per tutto il corso del periodo della moda sicalipsis. Alcuni cabaret divennero la piattaforma di lancio per alcune stelle del trasformismo, come nel caso di Edmond de Bries al "Salón Fuencarral" il quale divenne famoso con la canzone Las tardes del Ritz di Álvaro Retana nel 1923. Alcune di queste canzoni trattavano anche il tema omosessuale, anche se sempre in tono di scherno e derisione, come El peluquero de señoras o ¡Ay Manolo! cantata per Mercedes Serós.
La maggior parte di loro si riunivano al Café de Levante e al Café del Vapor a Madrid o nel quartiere di El Raval a Barcellona. Infatti, come accadde anche per altri paesi, si è avuta una certa identificazione della nobiltà con l'omosessualità, come si può esemplificare nel "Marqués de Bradomín" in Estío di Ramón María del Valle-Inclán o lo stesso Antonio de Hoyos y Vinent.
Uno dei punti chiave della vita omosessuale nella Spagna degli anni venti e trenta è stata la Residencia de Estudiantes, che ha le sue radici nella Institución Libre de Enseñanza di Francisco Giner de los Ríos e nel krausismo. Alcuni dei residenti erano notori omosessuali, come nel caso di Federico García Lorca. Lorca apparteneva al gruppo omosessuale della Generazione del '27 a cui appartenevano anche Luis Cernuda, Juan Gil-Albert, Emilio Prados, Vicente Aleixandre e Rafael de León. A questo gruppo di poeti dev'essere aggiunto anche il nome di Salvador Dalí.
C'era anche un circolo saffico a Madrid, come luogo d'incontro e aggregazione sociale. Ci si potevano incontrare donne come Carmen Conde, Victorina Durán, la giornalista Irene Polo o l'attivista anarchica Lucía Sánchez Saornil. L'unico che osò far pubblicare poesia omoerotica fu Sánchez Saornil. A Barcellona risiedevano invece Ana María Martínez Sagi e Carmen Tórtola Valencia.
Alcuni riuscirono anche ad ottenere alcuni libri di letteratura gay, per lo più per stranieri. Nel 1930 dopo un avanzamento nella Revista de Occidente il traduttore Emilio García Gómez pubblicò l'antologia dei Poemas arabigoandaluces, basandosi sulla tradizione omoerotica andalusa e comprendente anche riferimenti a un rapporto di sesso anale. Donde habite el olvido (1934), El marinero joven (1936) e Los placeres prohibidos (1936) di Cernuda contengono poesie omoeroiche ed ottennero un discreto successo all'epoca. Lorca invece non pubblicò in vita i suoi Sonetti dell'amore oscuro, che rimasero nascosti dalla famiglia e inediti fino al 1983.
L'omosessualità, nonostante non fosse criminalizzata, subiva una persecuzione sociale e portava all'emarginazione, in particolare da parte dei settori più conservatori ed ultra-cattolici della Chiesa. Quest'atmosfera repressiva fece scegliere a molti l'esilio a Parigi. L'omofobia venne utilizzata anche dalla sinistra per attaccare l'aristocrazia e la chiesa cattolica, come esemplificato nel suo impiego nell'opera A.M.D.G. (1910) di Ramón Pérez de Ayala, in Ellas y ellos o ellos y ellas di Carmen de Burgos o Las locas de postín di Álvaro Retana.
Tuttavia coloro che più hanno contribuito alla marginalizzazione e al rifiuto degli omosessuali furono i medici. Durante il XIX secolo lo studio della criminologia si rivolgeva all'omosessuale come ad un mostro, un'opinione questa che grazie ad una maggior visibilità e all'abbandono della zavorra moralizzatrice non sopravvisse che fino al termine del XX secolo. Dalla fine del ecolo in Spagna predomina sul fenomeno il punto di vista endocrinologico, che suddivide gli omosessuali in buoni (i casti) e cattivi.
Una visione tipica durante gli anni 20 era quella che affermava che "generalmente omosessualità non si osserva più in individui deficienti dal punto di vista biologico o psicopatico". Il più rappresentativo di questo tipo di pensiero è stato Gregorio Marañón, la figura più vicina ad un sessuologo che abbia mai avuto la Spagna. Più obiettivo rispetto alla maggior parte degli altri commentatori, in opposizione alla criminalizzazione, sperando che un giorno per questi individui fosse scoperta una cura e nonostante tutto era una figura tollerante (In un esperimento famoso che Marañón commenta, un aumento di testosterone - per iniezione di un estratto di testicoli animali - in un soggetto non curava l'omosessualità, sino a condurre l'individuo ancora di più verso il proprio sentire).
Ma egli ha anche sostenuto l'occultamento e, come tale, può essere considerato il predecessore dei liberali moderni. Né si deve dimenticare la violenza E L'omofobia subita dagli omosessuali, in particolare quelli delle classi inferiori. Ad esempio, Luis Buñuel racconta il caso di un gruppo di uomini da San Sebastián in visita a Madrid che vennero picchiati ed insultati per non aver indossato un cappello e per confondersi così con i "froci".Constancio Bernaldo de Quirós e José María Llanas Aguilaniedo raccontano la storia di una donna calva che venne lapidata a morte per essere stata confusa con un "pederasta". Né sono stati rari i casi di ricatto, come quando i poliziotti sorprendevano gli omosessuali nei luoghi pubblici, o semplicemente chiedendo soldi in cambio del loro silenzio.

## La guerra civile e la dittatura di Franco
Il 18 luglio 1936 si verifica la sollevazione militare (vedi colpo di Stato spagnolo del luglio 1936) contro la Seconda Repubblica Spagnola a seguito del trionfo del Fronte popolare avvenuto nelle elezioni del febbraio 1936, il cui fallimento parziale in campo politico dette origine alla guerra civile spagnola. Anche se non vi è alcuna prova che avessero intenzione di aprire una persecuzione nazionale nei confronti degli omosessuali per il mero fatto di esserlo, sembra però che potesse essere un fattore che favoriva l'incarceramento o l'esecuzione.
Un esempio di tale fatto può essere ritrovato nella vicenda di Federico García Lorca, omosessuale dichiarato che aveva sostenuto in un manifesto il Fronte popolare e che venne condannato a morte come "rosso e frocio" secondo la testimonianza giustificativa di Ramón Ruiz Alonso, tipografo cattolico e capo della banda che arrestò e fece uccidere Lorca. Anche in campo repubblicano si registrarono omicidi di omosessuali.

### Franchismo
All'inizio del regime del generale Francisco Franco si pose al centro dell'attenzione la repressione e l'eliminazione di ogni forma di dissenso politico, ma col passare del tempo, quando le minacce contro Franco si fecero sempre più fievoli, si cominciò a perseguitare l'omosessualità in una forma più chiara, chiamata "violetas", in particolare a partire dal 15 luglio 1954 quando la legge sul vagabondaggio venne modificata includendovi anche gli omosessuali. Essa affermava:
Gli stabilimenti di lavoro e le colonie agricole erano in realtà autentici campi di concentramento, come quello di Tefía sull'isola di Fuerteventura, in cui i prigionieri dovevano lavorare in condizioni disumane fino a cadere esausti per le percosse subite, soffrendo di numerose punizioni corporali. Un totale di circa 5.000 persone sono state arrestate per aver tenuto un comportamento omosessuale durante il franchismo. La Chiesa e la medicina collaborarono con il regime per eliminare qualsiasi spazio di dignità per gli omosessuali.
Tuttavia nel corso degli anni '60 la cultura LGBT cominciò ad apparire, in forma nascosta, soprattutto nelle grandi città e nei centri turistici, poiché erano i luoghi in cui la società era meno conservatrice, come ad esempio a Barcellona, Ibiza o Sitges (destinazione popolare gay situata sulla costa barcellonese).
Più tardi, nel 1970, la Ley sobre peligrosidad y rehabilitación social ebbe il compito di approcciare l'omosessuali cercando di trattarla e curarla. Si stabilirono due luoghi, uno a Badajoz (ove venivano inviati i passivi) e l'altro a Huelva (ove venivano inviati tutti gli attivi); furono attrezzate anche alcune carceri con reparti speciali da riservare agli omosessuali. Si cercava di cambiare l'orientamento sessuale dei prigionieri attraverso la terapia di avversione, utilizzando scosse elettriche quando di verificavano gli stimoli omosessuali, le quali cessavano di fronte agli stimoli eterosessuali.
Sembra che anche in Spagna, come in altri paesi europei e americani si sia applicata la lobotomia nel tentativo di curare l'omosessualità; né il perdono del 25 novembre 1975 né l'amnistia del 31 luglio 1976 beneficiò gli omosessuali che erano stati detenuti.
Nel 1970 Mir Bellgai e Roger de Gaimon, pseudonimi in cui Francesc Francino e Armand de Fluviá si nascondevano, crearono clandestinamente a Barcellona il Movimiento Español de Liberación Homosexual (MELH), la prima moderna associazione di difesa dei diritti LGBT in terra spagnola. Nel 1972 pubblicarono alcuni bollettini mensili sotto il titolo di Aghois (Agrupación Homosexual para la Igualdad Sexual) che vennero inviati in Francia per la successiva ridistribuzione in Spagna. Il gruppo venne fatto sciogliere nel 1974 a causa delle continue molestie da parte della polizia.

## La democrazia

### La Transizione e il governo di Adolfo Suárez
Morto il dittatore il re Juan Carlos I di Spagna divenne capo dello Stato e dopo il breve governo di Carlos Arias Navarro Adolfo Suárez González venne nominato primo ministro del governo della Spagna. Suárez fu poi ratificato dopo essere stato eletto nelle prime Elezioni generali in Spagna del 1977 dopo la Seconda Repubblica (vala a dire le prime elezioni dal 1936).
Nel 1975, poco dopo la morte di Franco e all'inizio della transizione spagnola, si creò il Front d'Alliberament Gai de Catalunya (FAGC), dalle ceneri del Movimiento Español de Liberación Homosexual (MELH) sorto nel 1970. L'associazione non sarebbe stata legalizzata fino al 15 luglio del 1980. Il FAGC servì come fucina per la creazione di associazioni analoghe nel resto del paese come il Euskal Herriko Gay Askapen Mugimendua (EHGAM) nei Paesi Baschi e il Frente Homosexual de Acción Revolucionaria (FHAR), MDH e Mercurio en Madrid il quale costituì il Frente de Liberación Homosexual de Castilla con sede Madrid.
Il FAGC nel 1977 fu anche il motore per la creazione della Federació de Fronts d'Alliberament Gai dels Països Catalans, dalla vita molto breve, e del Coordinadora de Frentes de Liberación Homosexual del Estado Español (COFLHEE), in cui parteciparono e confluirono, a parte il FAGC, i tre gruppi madrileni, l'EHGAM, insieme ad altri gruppi che erano stati formati nel resto del paese: FAGI, AM, MH Aragón e FLH Galicia.
Il 28 giugno del 1977 il FAGC convocò la prima manifestazione del Gay Pride a Barcellona, in cui l'omosessualità rimaneva ancora illegale, che coinvolse all'incirca 5.000 persone. La manifestazione venne brutalmente repressa dalla polizia, con feriti ed arresti. Contemporaneamente con l'espandersi delle associazioni di protesta e radicali Armand de Fluvià fondò nel 1977 a Barcellona l'Istituto Lambda, più tardi chiamato Casal Lambda, il primo centro di assistenza per omosessuali. Sempre nel 1977 l'EHGAM fondò la rivista Hotsa, il primo periodico di carattere omosessuale spagnolo.
Nel 1978 si produsse il primo coming out pubblico per opera di de Fluvià, che fino ad allora era vissuto sotto lo pseudonimo di Roger de Gaimon. Il fatto avvenne nella rete regionale della TVE all'interno del programma Vosté pregunta, quello di maggior audience all'epoca. Sempre nello steso anno apparirono i primi gay in televisione, lo stesso de Fluvià assieme a Jordi Petit a La clave.
La prima associazione di lesbiche fu il Grup de Lluita per l’Alliberament de la Dona creato a Barcellona nel 1979; ma anche dopo la sua creazione le lesbiche mantennero un basso profilo all'interno del movimento, fino a quando nel 1987 l'arresto di due donne che si baciavano in pubblico provocò il 28 di luglio una massiccia protesta con bacio pubblico presso la Puerta del Sol a Madrid, che da allora venne ripetuto annualmente.
Dal 1978 i movimenti omosessuali madrileno non ebbero più una solida continuità: nel 1978 FHAR e MDH si spengono, con i militanti che si uniscono all'associazione Mercurio per creare subito dopo il Frente de Liberación Homosexual de Castilla (FLHC), che predispose la più grande manifestazione gay fino ad allora svoltasi in Spagna, il 28 giugno 1978 con 10.000 partecipanti. Il bollettino del FLHC ebbe nel corso del tempo tre nomi, La Ladilla Loca, La voz del FLHOC e Aquí el FLHOC.
Intanto la tensione crescente tra gay e lesbiche portarono alla creazione nel 1981 del Colectivo de Feministas Lesbianas de Madrid (CFLM), di ambito nazionale e il Grupo de Acción por la Liberación Homosexual (GALHO), un po' meno daivale rispetto al FLHOC. Infine sia il FLHOC sia il GALHO si sciolsero.
In questo periodo entrò in vigore la Costituzione della Spagna (1978), un testo che assicurò la democratizzazione e la liberalizzazione dello Stato (ad esempio il cattolicesimo cessò di essere la religione di Stato, dichiarandosi ora la Spagna aconfessionale). Tuttavia la legge contro il vagabondaggio veniva ancora utilizzata nei confronti di tre persone nel 1978. L'ultimo ad essere stato imprigionato per omosessualità venne rilasciato nel 1979.
La resistenza contro la normalizzazione dell'omosessualità non è venuta solamente da destra e dalla Chiesa, ma anche da parte della sinistra politica. È ben nota l'intervsta rilasciata dal sociologo e giurista Enrique Tierno Galván a Interviú nel 1977: "No, non credo che dovrebbero essere puniti. Ma io non sono a favore della concessione della libertà o di propaganda dell'omosessualità. Penso che ci dovrebbero essere dei limiti a tali deviazioni, quando l'istinto è così chiaramente definito nel mondo occidentale. La libertà degli istinti è una libertà di tutto rispetto... a condizione che non violino in alcun caso dei modelli di coesistenza ampiamente accettati come modelli morali positivi".
Questa vision er coincidente con quella della sindacalista anarchica Federica Montseny appartenente alla Confederación Nacional del Trabajo, di Eladio García del Partido del Trabajo de España, di Manuel Guedán dell'Organización Revolucionaria de Trabajadores e di Diego Fábregas (Dídac Fàbregas i Guillén) dell'Organización de Izquierda Comunista.

### I governi di Felipe González
Una volta che la fase più decisiva della transizione venne superata, in Spagna scoppiò una vera e propria rivoluzione sociale, accompagnata da quella economica e politica, con la sua massima espressione nella movida madrileña.
Fu solamente nel 1986 che l'omosessualità cessò di essere un crimine contro l'omore dell'esercito spagnolo. Il codice di giustizia militare puniva l'omosessualità con la sospensione dal servizio a da sei mesi a sei anni di carcere.
Nel 1983 venne fondata la Asamblea Gai de Madrid (AGAMA) la quale pubblicava la rivista Madrid Gai, che più tardi sarebbe stata chiamata Mundo Gai fino alla sua scomparsa nel 1986.

## Riepilogo cronologico

### Prima del 1600

#### IV secolo
- 589: Il regno visigoto in Spagna viene convertito dall'arianesimo al cattolicesimo. Questa conversione porta ad una revisione della legge per conformarsi a quelli degli altri paesi cattolici. Queste revisioni comprendono disposizioni per la persecuzione dei gay e degli ebrei[84].

#### VII secolo
- 693: Nella Penisola Iberica, il re visigoto Egica di Hispania e Settimania, chiese che un Concilio della Chiesa affronti il fenomeno del verificarsi dell'omosessualità nel Regno. Il Consiglio Sedicesimo di Toledo rilasciò una dichiarazione in risposta, che venne adottato da Egica, affermando che gli atti omosessuali sono puniti con la castrazione, l'esclusione dall'eucaristia, il taglio de capelli, la fustigazione con un centinaio di colpi e l'esilio[85].

#### XV secolo
- 1483: L'Inquisizione spagnola prende il via. I sodomiti cominciano ad essere lapidati, castrati, e bruciati vivi. Tra il 1540 e il 1700,ì più di 1.600 persone vennero perseguite per sodomia[85].

### XX secolo
- 1901: Ha luogo il primo matrimonio omosessuale in Spagna tra due donne, Marcela Gracia Ibeas ed Elisa Sanchez Loriga, con Elisa vestita da uomo. Il matrimonio fu eseguito, e mentre il prete che benedisse il matrimonio in seguito denunciò quando fu messo al corrente dell'inganno, la certificazione del matrimonio non venne mai annullata.

#### Franchismo 1939-1975
L'omosessualità era altamente illegale sotto la dittatura di Francisco Franco, con leggi contro l'attività omosessuale vigorosamente applicate e le persone omosessuali imprigionate in gran numero. La riforma 1954 della legge del 1933 "vagos de Ley y maleantes" ( "Legge contro il vagabondaggio") ha dichiarato l'omosessualità illegale, al pari con lo sfruttamento della prostituzione. Il testo della legge dichiara che le misure contenute in essa "non sono punizioni adeguate, ma le misure di sicurezza semplici, insieme con un finale doppiamente preventivo, hanno lo scopo di garanzia collettiva e l'aspirazione di correggere quei soggetti caduti ai livelli più bassi della morale. Questa legge non è destinata a punire, ma a correggere e a riformare". Tuttavia, il modo in cui è stata applicata la legge era chiaramente punitiva e arbitraria: la polizia avrebbe spesso utilizzare le leggi sul vagabondaggio contro sospetti dissidenti politici, usando la loro omosessualità come un modo per aggirare le garanzie giudiziarie. La legge è stata abrogata nel 1979.
Tuttavia, in altri casi, le vessazioni di gay, lesbiche e transessuali era chiaramente rivolta ai loro costumi sessuali, e gli omosessuali (per lo più maschi) sono stati inviati in carceri speciali chiamati "Galerías de invertidos" ( "gallerie di devianti"). Questa era una pratica comune fino al 1975, quando il regime di Franco ha concesso la possibilità di svilupparsi alla corrente democratica costituzionale, ma nei primi anni '70 i prigionieri omosessuali sono stati trascurati dall'attivismo politico a favore di un maggior numero di dissidenti politici "tradizionali". Alcuni attivisti gay deplorano il fatto che, ancora oggi, non sono state eseguite le adeguate riparazioni.
Tuttavia, nel 1960 le scene gay clandestine hanno cominciato ad emergere a Barcellona, una città particolarmente tollerante sotto il regime di Franco, e nei centri di controcultura di Ibiza e Sitges (un comune della provincia di Barcellona, Catalogna, che rimane una destinazione del turismo gay molto popolare). Gli atteggiamenti discriminatori in Spagna hanno cominciato a cambiare con il ritorno alla democrazia dopo la morte di Franco attraverso un movimento culturale noto come "La movida madrileña". Questo movimento, insieme con la crescita del movimento LGBT nel resto d'Europa e del mondo occidentale è stato un grande fattore nel rendere la Spagna di oggi uno dei paesi più socialmente tolleranti d'Europa.
- 1962: Il primo Gay bar spagnolo, il "Bar di Toni", viene aperto a Torremolinos. Il regime spagnolo ha reagito allo stile di vita libera della città con arresti di omosessuali e altre repressioni durante i primi anni del 1970.

#### Era Post-Franco
- 1979 -La Spagna opera la depenalizzazione dell'omosessualità come parte di una serie di riforme post-Franco; il "Madrid Pride Parade2, noto come "Orgullo Gay", si svolge per la prima volta nel mese di giugno[88].
- 1998 - La rivista Zero viene pubblicata.
- 1999 - Miquel Iceta, membro del Partito dei Socialisti di Catalogna (PSC) diventa il primo membro apertamente LGBT di un Parlamento regionale in Spagna (quello della Catalogna).

### XXI secolo
- 2000: Jerónimo Saavedra, un membro delle Corti Generali e proveniente da Gran Canaria, diventa il primo deputato a fare coming out come gay[89].
- 2003: L'Axel Hotel, il primo "heterofriendly" gay hotel della catena apre la sua prima succursale a Gaixample, Barcellona.
- 2005: Il matrimonio omosessuale è legalizzato (assieme con l'adozione da parte di coppie dello stesso sesso).
- 2007: L'Europride, la "Pride Parade" europea, ha avuto luogo a Madrid. Circa 2,5 milioni di persone hanno partecipato con più di 300 eventi nel corso di una settimana avvenuti nella capitale spagnola per celebrare la Spagna come il paese con i diritti LGBT più sviluppati del mondo. I media indipendenti hanno stimato che più di 200.000 visitatori provenienti da paesi stranieri sono giunti per partecipare ai festeggiamenti. Il quartiere gay Chueca di Madrid, il più grande quartiere gay in Europa, era il centro delle celebrazioni. L'evento è stato sostenuto dal Comune, dal governo regionale e nazionale e dal settore privato che ha garantito, inoltre, che l'evento è stato un successo finanziario. Barcellona, Valencia e Siviglia tengono anch'esse sfilate locali del Gay Pride. Lo stesso anno, Jerónimo Saavedra diventa il primo sindaco apertamente gay di qualsiasi capoluogo di provincia in Spagna (Las Palmas de Gran Canaria).
- 2008: Barcellona ha ospitato gli Eurogames.
- 2009: "Zero" conclude le pubblicazione a causa di difficoltà finanziarie.
- 2012: La più alta corte della Spagna ha confermato la legge sul matrimonio gay del paese il 6 novembre 2012, respingendo un ricorso presentato dal Partito Popolare nei confronti della sentenza di sette anni prima e che conferma la legittimità delle unioni tra persone dello stesso sesso[90].